# Zeugites
Zeugites P.Browne 1756es el nombre botánico de un género de plantas de la familia de las Poáceas. Comprende unas 19 especies distribuidas en Centroamérica, el norte de Sudamérica y su costa oeste desde Colombia hasta Bolivia. Se trata de plantas bisexuales, con tallo de 30 a 100 cm de altura, hojas perennes de lanceoladas a ovales. Flores abiertas, capilares con ramillas, sin inflorescencias parciales y órganos foliares.

## Descripción
Son plantas perennes; con tallos delgados y rastreros o robustos y erectos; plantas monoicas. Hojas generalmente caulinares; lígula una membrana; pseudopecíolos generalmente bien desarrollados; láminas lanceoladas a ovadas, aplanadas, generalmente delgadas, nervadas transversalmente. Inflorescencia una panícula terminal, abierta, eje principal y ramas a menudo víscidos; espiguillas bisexuales, pediceladas, solitarias, comprimidas lateralmente, con 3–15 flósculos dimorfos, unisexuales; glumas más cortas que la espiguilla, anchas, obtusas o truncadas, a menudo irregularmente dentadas o lobadas, con nervaduras transversales conspicuas, la superior generalmente más angosta que la inferior; unión de la raquilla entre los flósculos pistilados y estaminados generalmente alargada; desarticulación por debajo de las glumas y la base del flósculo estaminado más inferior, los flósculos estaminados caedizos como una unidad; flósculo más inferior pistilado; lema ancha, generalmente obtusa, pálea un poco más larga o un poco más corta que la lema; lodículas 2, truncadas, vascularizadas; estilos 2, los estigmas plumosos; flósculos superiores estaminados 2–14, generalmente más angostos que el flósculo pistilado, agudos o subobtusos, pálea casi tan larga como la lema, estambres 3. Fruto una cariopsis; embrión 1/4–1/3 la longitud de la cariopsis, hilo punteado.

## Especies
| - Zeugites americana Willd. - Zeugites capillaris (Hitchc.) Swallen - Zeugites colorata Griseb. - Zeugites galeottiana Hemsl. - Zeugites hackelii Swallen - Zeugites haitensis Urb. - Zeugites haitiensis Urb. - Zeugites hartwegi E.Fourn. - Zeugites hintoni Hartley - Zeugites hintonii Hartley - Zeugites inversus Tenório | - Zeugites jamaicensis Raeusch. - Zeugites latifolia Hemsl. - Zeugites mexicana (Kunth) Trin. ex Steud. - Zeugites munroana Hemsl. - Zeugites panamensis Swallen - Zeugites pittieri Hack. - Zeugites pringlei Scribn. - Zeugites rostrata Tenório - Zeugites sagittata W.Hartley - Zeugites smilacifolia Scribn. |